# 死霊館 エンフィールド事件

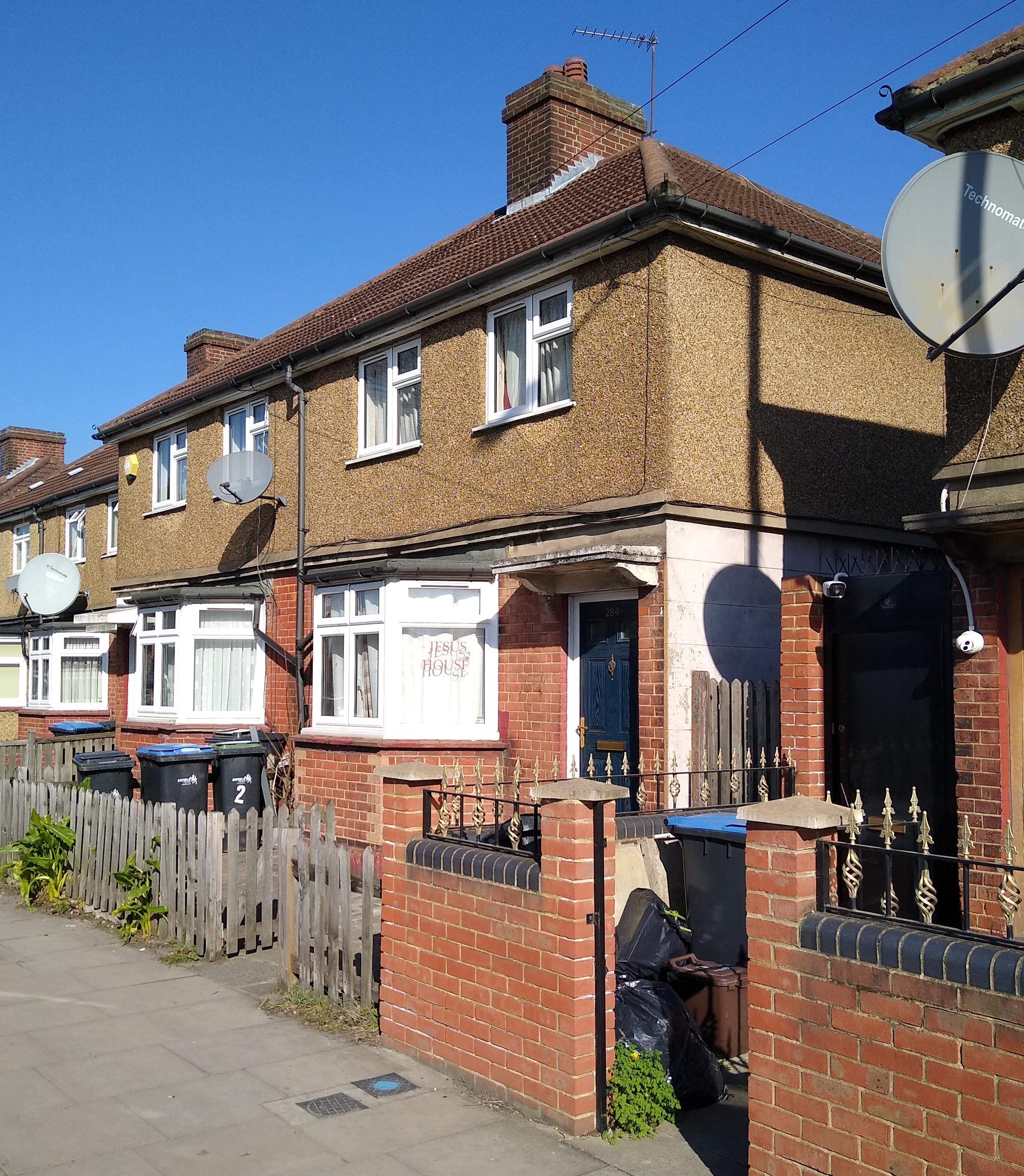
映画のモデルであるエンフィールド事件の発生現場（エンフィールドグリーンストリート284番地）

『死霊館 エンフィールド事件』（しりょうかん エンフィールドじけん、原題：The Conjuring 2）は、2016年のアメリカのホラー映画。『死霊館』（2013年）の続編であり、「死霊館ユニバース」の3作目である。
アメリカでは非常に有名な超常現象研究家のエドとロレインのウォーレン夫妻を主人公にした『死霊館』の続編で、今度は1977年にイギリス・ロンドンのエンフィールドで起こり、史上最長期間続いたポルターガイスト現象として知られる「エンフィールド事件」を題材としている。

## あらすじ
オーシャン・アベニュー112番地で起きた有名な超常現象：通称「アミティビル事件」の調査を行った心霊研究家のウォーレン夫妻だったが、ロレインは霊視した際に地獄のような恐ろしい光景を見て、エドも事件以来シスターの姿をした悪魔のような恐ろしい化け物の悪夢に悩まされるようになる。
その事と超常現象の実在を疑うマスコミからのバッシングを受けるようになった事により活動を続ける意欲が萎えつつある夫妻だったが、教会からの依頼で英国版の「アミティビル事件」とも呼ばれる「エンフィールド事件」の調査に赴く事になる。
住民であるシングルマザーの一家は勿論、通報を受けて到着した警察までもが体験する程に怪奇現象が何度も起きているホジソン家の邸宅だったが、夫妻の前でも不可思議な現象こそ立て続けに起こるものの霊能者であるロレインは霊の存在を感じず、夫妻より先に事件に関わっていた超心理学者のアニタと英国心霊調査協会の会員モーリスの間でも超常現象か家族によるでっちあげかで見解が分かれる等、これまでの調査とはどこか違う異様さがあり…

## キャスト
※括弧内は日本語吹替
- ロレイン・ウォーレン - ヴェラ・ファーミガ（小林さやか）
- エド・ウォーレン - パトリック・ウィルソン（咲野俊介）
- ペギー・ホジソン - フランセス・オコナー（湯屋敦子）
- ジャネット・ホジソン - マディソン・ウルフ（英語版）（近藤唯）
- アニタ・グレゴリー（英語版） - フランカ・ポテンテ（山賀晴代）
- マーガレット・ホジソン - ローレン・エスポジート（櫻庭有紗）
- ジョニー・ホジソン - パトリック・マコーリー
- ビリー・ホジソン - ベンジャミン・ヘイ
- ペギー・ノッティンガム - マリア・ドイル・ケネディ
- ビック・ノッティンガム - サイモン・デラニー
- モーリス・グロス（英語版） - サイモン・マクバーニー（小形満）
- ゴードン神父 - スティーヴ・コールター（牛山茂）
- へそ曲がり男 - ハビエル・ボテット
- ヴァラク - ボニー・アーロンズ
- ジュディ・ウォーレン - スターリング・ジェリンズ（早見沙織）

## テレビ放送
| 回数 | テレビ局   | 番組名（放送枠名） | 放送日        | 放送時間      | 放送分数 | 視聴率 |
| ---- | ---------- | ------------------ | ------------- | ------------- | -------- | ------ |
| 1    | テレビ東京 | サタ☆シネ          | 2018年9月15日 | 27:15 - 29:00 | 105分    | 0.5%   |

- 視聴率はビデオリサーチ調べ、関東地区・世帯・リアルタイム。